# Sylius
Sylius ist ein auf Symfony basierendes E-Commerce-Framework. Es steht unter der MIT-Lizenz.

## Hauptmerkmale
Sylius ist ein Open Source E-Commerce Framework, das auf Symfony basiert.
Das Framework bietet eine Basis für E-Commerce-Funktionen, einschließlich Admin-Panel mit voller Software-Internationalisierung i18n, mehreren Währungen, Multi-Channel, Werbeaktionen und Gutscheinen, Versand, Steuern, Zahlungsintegrationen (PayPal, Stripe und mehr), Social Logins, Kundenverwaltung usw.
REST-APIs unterstützen die Implementierung der E-Commerce-Funktionalität auf jedem Gerät oder jeder Plattform.
Sylius integriert Performance- und Optimierungsmöglichkeiten, möglich mit PHP 8.1, Varnish- und ESI-Integration, Elasticsearch und verschiedenen Caching-Mechanismen (Redis, Memcached).

## Geschichte
Sylius war der Name eines kleinen Familienunternehmens, das Kosmetik online verkaufte und für das Paweł Jędrzejewski um 2010 seinen ersten Online-Shop aufbaute. Der Hauptlieferant begann in Polen selbst direkt zu verkaufen, daher musste das Unternehmen geschlossen werden, aber ihm blieb der Name und eine vollständige Shop-Engine, die von Grund auf in PHP implementiert wurde. Im Jahr 2011 schrieb er Teile des Systems um und veröffentlichte sie als eigenständige Open-Source-Symfony-Bundles. Überraschenderweise fand die Community sie interessant und einige Entwickler und Unternehmen (wie das 20th Century Fox) verwendeten sie, um ihre benutzerdefinierten Anwendungen zu erstellen. 2013 begannen das erste Sylius Core Team in Jędrzejewskis Agentur mit der Entwicklung einer sehr frühen Version des Sylius Frameworks, experimentell und hauptsächlich beitragsorientiert.
Nach etwas mehr als einem Jahr war Sylius 2014 ein Unternehmen mit 13 Mitarbeitern.
Ende 2015 wurde beschlossen, das Vorhandene zu überarbeiten und schließlich eine vollständigere, organisierte Version des Frameworks zu veröffentlichen. Es war fast ein Jahr nötig, um v1.0.0-beta.1 im November 2016 zu veröffentlichen.
Anfang 2017 hatte das Team aus verschiedenen Gründen beschlossen, sich von der Agentur zu trennen und ein neues Unternehmen namens Sylius zu gründen. In einem neuen Büro wurde mit zwei weiteren Beta-Releases im Jahr 2017, verstärkten Marketing- und Community-Anstrengungen, erreicht, Sylius zu stabilisieren und die Version 1.0 herauszubringen.